# Țăudu
Țăudu – wieś w Rumunii, w okręgu Sălaj, w gminie Almașu. W 2011 roku liczyła 141 mieszkańców.